# مارک کوکس (تنیس‌باز)
مارک کوکس (انگلیسی: Mark Cox؛ زاده ۵ ژوئیهٔ ۱۹۴۳) تنیس‌باز بازنشسته اهل بریتانیا است.